# Kyra Fortuin
Pour les articles homonymes, voir Fortuin.
Kyra Fortuin née le 15 mai 1997 à Maastricht, est une joueuse de hockey sur gazon néerlandaise. Elle évolue au poste d'attaquante au SCHC et avec l'équipe nationale néerlandaise.

## Biographie
Kyra, née à Maastricht, étudie et vit actuellement à Utrecht. Le milieu offensif / attaquant est passé par l'académie des jeunes Orange Black et y a fait ses débuts dans l'effectif principal lors de la saison 2011/2012. À l'été 2017, Kyra est passée d'Orange-Red à SCHC. Elle a fait ses débuts dans l'équipe d'Orange début 2019 lors du match de Pro League contre l'Australie (défaite 1-0). Elle a marqué ses deux premiers buts lors du match à domicile contre les États-Unis (7-1).

## Carrière
Elle a été appelée en équipe première et a fait ses débuts en 2019 lors de la saison inaugurale de la Ligue professionnelle.

## Palmarès
- : 2e aux Jeux olympiques de la jeunesse 2014
- : 2e à la Coupe du monde U21 2016
- : 1re à l'Euro U21 2017
- : 1re à la Ligue professionnelle 2019
- : 1re à la Ligue professionnelle 2020-2021
- : 2e à la Ligue professionnelle 2021-2022